# Rétalap
Rétalap é um município da Hungria, situado no condado de Győr-Moson-Sopron. Tem 13,2 km² de área e sua população em 2015 foi estimada em 554 habitantes.